# Sixteen (singel)
Sixteen – piosenka brytyjskiej piosenkarki i kompozytorki Ellie Goulding wydana jako singiel 12 kwietnia 2019 za pośrednictwem mediów masteringowych nakładem wytwórni Polydor. Twórcami tekstu są sama piosenkarka, Joe Kearns, Rachel Keen oraz Fred Gibson.
Singiel znalazł się również jako pozycja 6 na drugiej części (EG.0) czwartego albumu artystki (w wersji EG.0 (Apple Music Edition) pt. "Brightest Blue wydanego 17 lipca 2020 roku. 
Ellie Goulding o piosence:
"Bardzo się cieszę, że w końcu mogę zaprezentować wam ten utwór. Ten wiek był dla mnie bardzo ważny pod wieloma względami i ta piosenka jest tak bliska mojemu sercu. Powraca do lekkomyślnych dni bycia nastolatkiem i mam nadzieję, że przypomina nam o niewinności młodzieży – napisała wokalistka w oficjalnym oświadczeniu."

## Promocja oraz wydanie
11 kwietnia 2019 roku Goulding opublikowała piosenkę na swoim koncie portalu YouTube wraz z okładką singla, na której znajdują się zdjęcia jej przyjaciół w wieku 16 lat. 
Dzień później piosenka miała swoją premierę w mediach masteringowych. Ellie piosenkę promowała m.in. w brytyjskim programie The One Show. 
Na potrzeby promocji powstały również oficjalne remixy piosenki, które promowały wydawnictwo Don Diablo Remix oraz 99 Souls Remix. Mix DJ-a Don Diablo doczekał się klipu, który opublikował 15 maja 2019 na swoim YouTube. 

## Teledysk
Do singla został nagrany również wideoklip, którego reżyserią zajął się Timm Mattia.
Obraz swoją premierę miał 17 kwietnia 2019 roku na oficjalnym YouTube Ellie Goulding. 
Wersja akustyczna singla również posiada klip, który opublikowano 13 czerwca 2019 roku.

## Lista utworów
- Digital download[12]

1. „Sixteen” – 3:21

- Digital download iTunes[13]

1. „Sixteen" (Don Diablo Remix) – 3:13

- Digital download iTunes[14]

1. „Sixteen" (99 Souls Remix) – 3:32

- Digital download iTunes[15]

1. „Sixteen" (Acoustic) – 3:09

## Notowania
| Lista (2010)                       | Najwyższa pozycja |
| ---------------------------------- | ----------------- |
| Australia (ARIA)                   | 77                |
| Austria (Ö3 Austria Top 40)        | 41                |
| Belgia (Ultratip Flanders)         | 50                |
| Belgia (Ultratip Wallonia)         | 35                |
| Kanada (Billboard)                 | 16                |
| Czechy (Singles Digitál Top 100)   | 57                |
| Niemcy (Official German Charts)    | 64                |
| Irlandia (Irish Singles Chart)     | 20                |
| Litwa (AGATA)                      | 35                |
| Holandia (Dutch Top 40)            | 27                |
| Nowa Zelandia Hot Singles (RMNZ)   | 8                 |
| Norwegia (VG-lista)                | 26                |
| Szkocja (Official Charts Company)  | 10                |
| Słowacja (Rádio Top 100)           | 16                |
| Słowacja (Singles Digitál Top 100) | 52                |
| Szwecja (Sverigetopplistan)        | 37                |
| Szwajcaria (Schweizer Hitparade)   | 95                |
| Wielka Brytania (UK Singles Chart) | 21                |
| Ukraina (Tophit)                   | 36                |

## Certyfikaty
| Kraj                  | Certyfikat    | Sprzedaż |
| --------------------- | ------------- | -------- |
| Polska (ZPAV)         | złota płyta   | 10 000+  |
| Wielka Brytania (BPI) | srebrna płyta | 200 000+ |

## Historia wydania
| Kraj            | Data             | Wytwórnia       | Format                             | Wersja     |
| --------------- | ---------------- | --------------- | ---------------------------------- | ---------- |
| Wielka Brytania | 12 kwietnia 2019 | Polydor Records | Digital download, premiera w radiu | Oryginalna |